# Pusté Čemerné
Pusté Čemerné este o comună slovacă, aflată în districtul Michalovce din regiunea Košice. Localitatea se află la altitudinea de 134 m deasupra n.m., se întinde pe o suprafață de 6,68 km2 și în 2017 număra 364 de locuitori.

## Istoric
Localitatea Pusté Čemerné este atestată documentar din 1254.

## Demografie
| An:                | 1994 | 2004   | 2014   | 2024   |
| ------------------ | ---- | ------ | ------ | ------ |
| Număr de persoane: | 374  | 372    | 352    | 374    |
| Diferență:         |      | −0,53% | −5,37% | +6,25% |

| An:                | 2023 | 2024   |
| ------------------ | ---- | ------ |
| Număr de persoane: | 364  | 374    |
| Diferență:         |      | +2,74% |